# جون إي. ميلر (سياسي)
جون إي. ميلر (بالإنجليزية: John E. Miller)‏ هو شخصية أعمال وسياسي أمريكي، ولد في 2 مارس 1929 في ملبورن في الولايات المتحدة، وتوفي في 18 يونيو 2014. حزبياً، نشط في الحزب الديمقراطي. وقد انتخب عضو مجلس نواب أركنساس.